# لويل ريد
لويل ريد (بالإنجليزية: Lowell Reed)‏ هو مدير أكاديمي وأستاذ جامعي أمريكي، ولد في 8 يناير 1886 في برلين في الولايات المتحدة، وتوفي بنفس المكان في 29 أبريل 1966.